# Britten-Norman Trislander

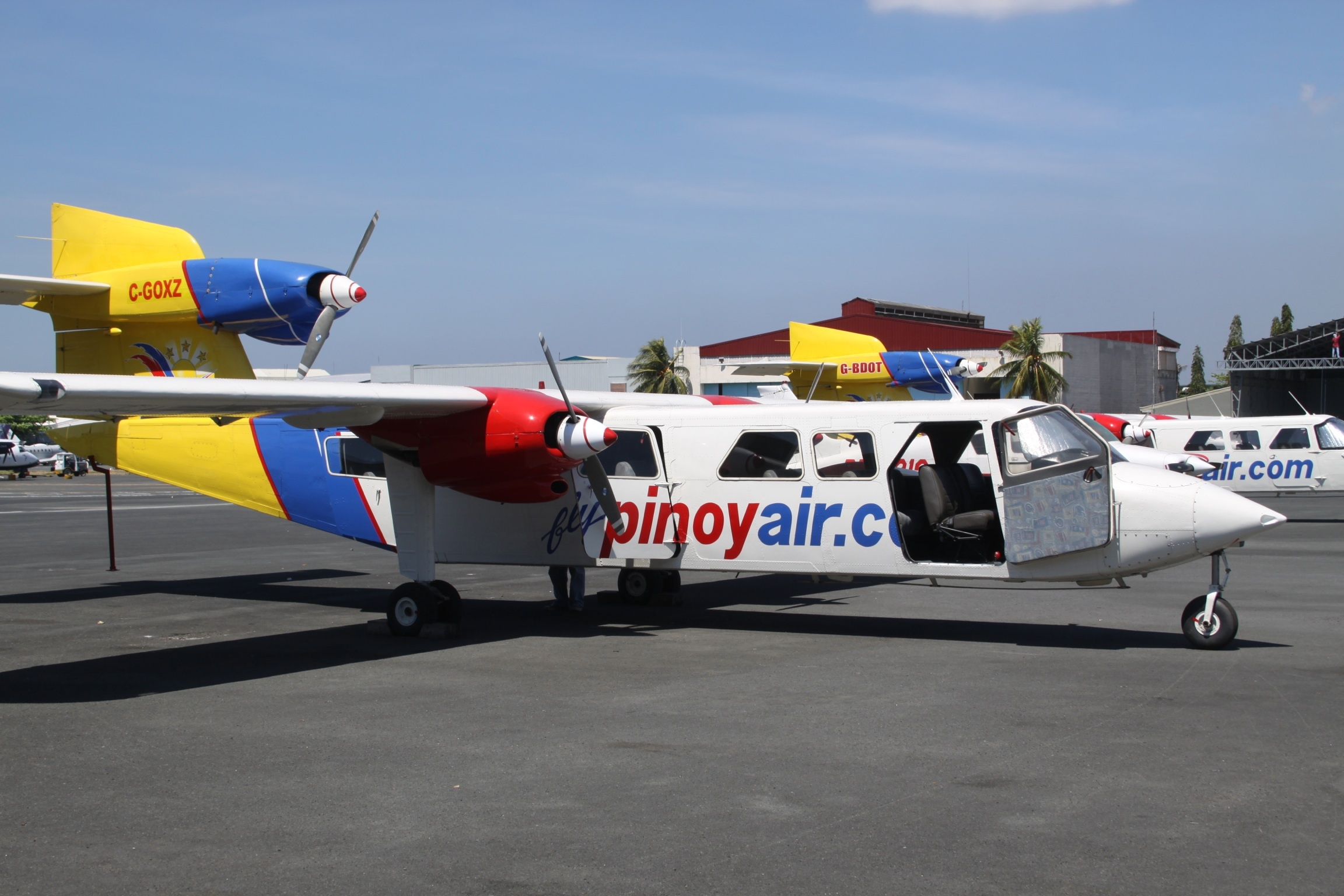
Un B-N BN-2A Mk III-1, prima versione con il naso più corto.

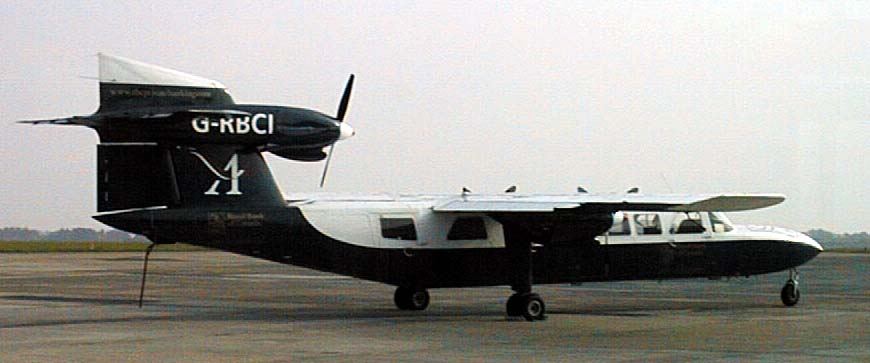
Un B-N BN-2A Mk III-3, versione distinguibile per i motori anteriori dotati di eliche tripala, all'aeroporto di Guernsey.

Il Britten-Norman Trislander, più formalmente conosciuto come Britten-Norman BN-2A Mk III Trislander, è un aereo di linea regionale e da trasporto, trimotore a pistoni, monoplano ad ala alta a sbalzo, prodotto dalla britannica Britten-Norman negli anni settanta e fino ai primi anni ottanta. Derivato dal Britten-Norman BN-2 Islander, è un aeromobile a 18 posti che ha volato per la prima volta come prototipo l'11 settembre 1970 mentre il primo volo di produzione è avvenuto il 6 marzo 1971.

## Storia
Progettato da John Britten e Desmond Norman, il Trislander è un ulteriore sviluppo dei più noti aerei Britten-Norman BN-2 Islander. Ideato con lo scopo di ottenere una maggiore capacità di trasporto, il Trislander ha eccezionali caratteristiche di maneggevolezza a bassa velocità, resistenza estesa, maggiore carico utile, un livello basso di rumore ed economicità di gestione. È in grado di decollare in 450 metri e può facilmente operare su piste con superfici parzialmente preparate.
In confronto agli Islander, il BN2A Mk III ha una fusoliera più lunga e rinforzata, carrello triciclo fisso ed un terzo motore sulla linea centrale della fusoliera sull'impennaggio cruciforme, ispirandosi ai trimotori turbofan come il Douglas DC-10 o il Lockheed L-1011.
La motorizzazione è composta dai Lycoming O-540-E4C5, motori a sei cilindri contrapposti dotati di eliche a passo fisso Hartzell.
L'interno della cabina è sprovvisto di corridoio centrale, quindi l'accesso dei passeggeri avviene per mezzo di tre portelli posti sui due lati della fusoliera.
Il prototipo del Trislander, che è stato costruito a partire dal secondo prototipo dell'Islander, volò per la prima volta a Bembridge sull'Isola di Wight l'11 settembre 1970. Dal 6 marzo 1971, primo volo di un Trislander di serie, ne sono stati fabbricati 73 esemplari fino al 5 giugno 1982 quando la Britten-Norman, allora già acquisita dalla Pilatus Aircraft, ne ha cessato la produzione vendendone la licenza alla statunitense International Aviation Corporation che ne mutò il nome in Tri-Commutair producendone altri 12 esemplari. Dal gennaio 2008, Britten-Norman sta preparando una seconda generazione di Trislander.

## Versioni
- BN-2A Mk III-1 - Prima versione di serie, con il naso più corto.
- BN-2A Mk III-2 - Con il naso allungato e peso operativo superiore.
- BN-2A Mk III-3 - Variante certificata per volare negli Stati Uniti, con i due motori anteriori dotati di eliche a 3 pale, per operare velocità minore e di conseguenza ridurre il rumore.
- BN-2A Mk III-4 - Come la versione III-2 munita di motore a razzo per migliorare il decollo.
- Trislander M - Versione militare, ideata ma non prodotta.

## Utilizzatori

### Civili
Antigua e Barbuda
- Leeward Islands Air Transport
- Montserrat Air Services

 Australia
- Air Queensland
- Eagle Airways
- Provincial Air Services

 Barbados
- Aero Services

 Canada
- Questor Surveys

 Colombia
- Tavina

 Giamaica
- Trans Jamaican Airlines

 Indonesia
- Bali International Air Service

 Isole Cayman
- Cayman Airways

 Kenya
- Amphibians

 Liberia
- Air Liberia

 Messico
- Aero Cozumel

 Montserrat
- Air Montserrat

 Nuova Zelanda
- Great Barrier Airlines

 Panama
- Aero Taxi Intl
- Aviones de Panama
- Chitreana de Aviacion
- PARSA

 Porto Rico
- LAP (Línea Aérea Puertorriqueña)

 Regno Unito
- Aurigny Air Services Isole del Canale
- Blue Islands Isole del Canale
- Emerald Airways
- Kondair
- Loganair
- Lydd Air

 Sierra Leone
- Sierra Leone Airways

 Stati Uniti
- Air Saint Thomas
- Cen-Tex Airlines
- Vieques Air Link
- Wings Airways

 Sudafrica
- Southern Aviation

 Turks e Caicos
- TCNA (Turks and Caicos National Airline)

 Vanuatu
- Vanair

 Venezuela
- Sol America
- Bluestar Airlines

### Militari
(lista parziale)
 Botswana
- Botswana Defence Force Air Wing

## Incidenti
Ad oggi sono stati registrati 26 incidenti che hanno coinvolto i Pilatus Britten-Norman BN-2A Trislander.
I più gravi sono avvenuti:
- il 25 ottobre 1991 quando un Trislander Mk III-2 dell'indonesiana Bali International Air Service è caduto mentre era in attesa di atterrare all'aeroporto di Sampit (SMQ) causando la morte di tutti i 17 occupanti.
- il 15 dicembre 2008 il Trislander Mk III-2 della portoricana LAP (Línea Aérea Puertorriqueña) è caduto in mare dopo una richiesta di soccorso avvenuta durante un volo tra l'Aeroporto Internazionale del Cibao (STI) in Repubblica Dominicana ed il Mayaguana Airport (MYG) Bahamas, causando la morte di tutti i 12 occupanti.

## Velivoli comparabili
- Antonov An-28
- BAe Jetstream 31
- Beechcraft 1900
- Beechcraft Model 99
- de Havilland Canada DHC-6 Twin Otter
- Dornier Do 228
- Embraer EMB 110 Bandeirante
- Fairchild Swearingen Metroliner
- Harbin Y-12
- IAI Arava
- Let L 410 Turbolet
- PZL M-28
- Short SC.7 Skyvan